# Shuffle
El shuffle és un estil de dansa originat en discoteques on la música més escoltada era rave i dance. "Shuffle" vol dir "arrossegar els peus", i per això el pas bàsic era el "running man", que consisteix en "córrer" però arrossegant els peus i quedant-se estàtic. Els moviments més bàsics del shuffle consisteixen en moviments ràpids dels talons i els dits dels peus, tot això ballat amb música electrònica (trance o house).
El shuffle (popularment dit shuffle dance) s'ha convertit en una tendència o moda mundial gràcies a Internet. El 2006, juntament amb el naixement de YouTube, ballarins de tot el món van començar a pujar vídeos de les seves presentacions, i d'aquesta manera, va començar la febre per aquest ball que es va contagiar entre diferents països d'Europa i Àsia, com al Regne Unit, Alemanya, Malàisia i Tailàndia. Avui ja és popular als Estats Units i recentment comença a arribar a Amèrica Llatina.
Normalment les persones que es diverteixen practicant aquest estil de ball fan les anomenades "quedades" on la gent s'organitza a través de les pagines web especialitzades i xarxes socials com Instagram, Twitter o fins i tot Youtube.
Més tard es van originar diferentes variacions d'aquest ball arreu del món.

## Variacions del shuffle

### Melbourne Shuffle

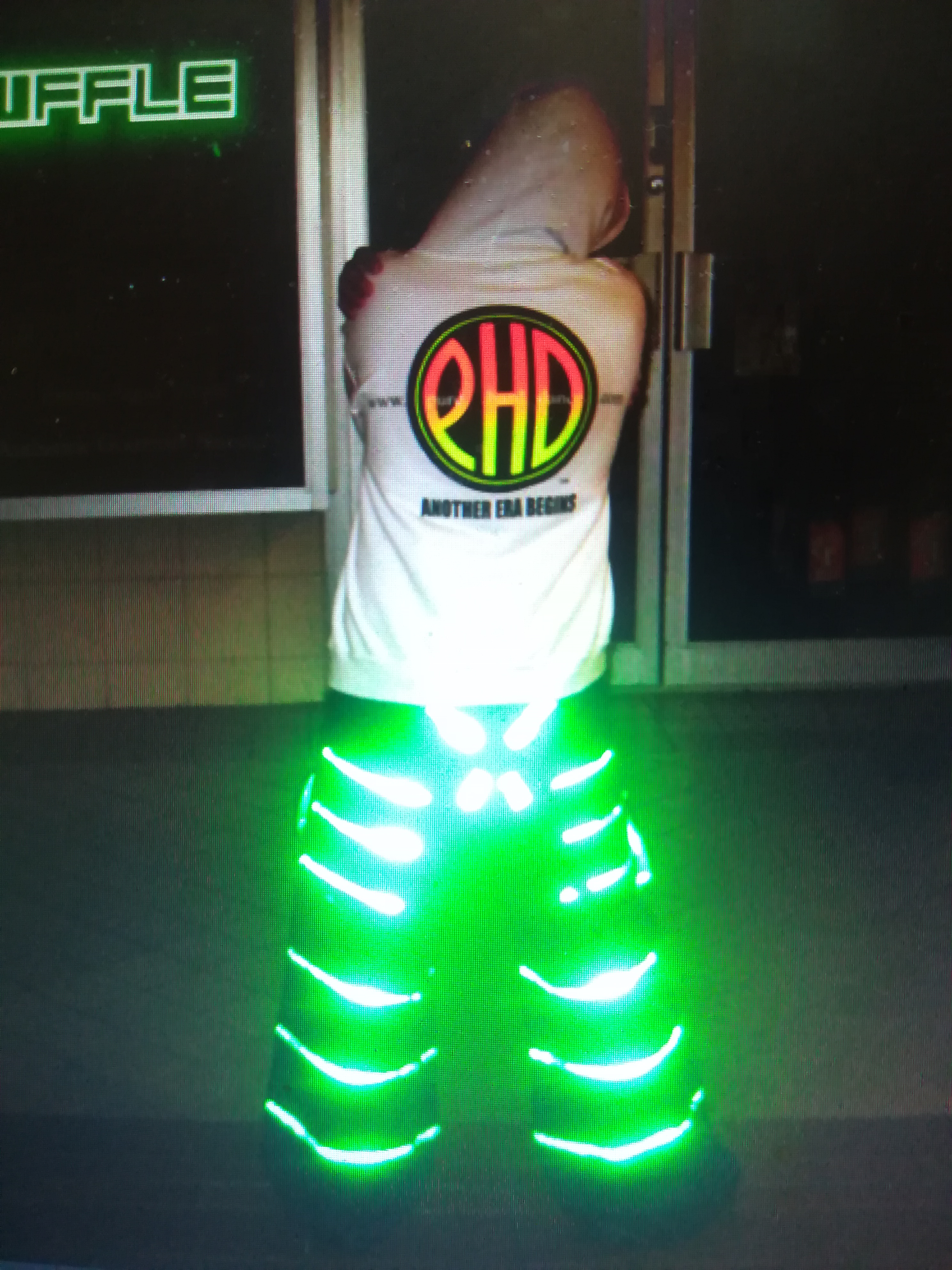
La roba que s'utilitza per ballar melbourne shuffle

El Melbourne Shuffle és un estil de ball que es va desenvolupar a la ciutat de Melbourne. És un dels balls que es van iniciar durant l'època Acid House dels anys 90. És gairebé segur i verificable que el Melbourne Shuffle provingui dels balls rave d'UK de finals dels anys 80, ja que s'han analitzat enregistraments de raves angleses de finals dels anys 80 en què apareixen algunes persones executant el 'shuffle', que van ser gravats en dates anteriors als orígens coneguts d'aquest ball a Austràlia. El "Shuffle" va evolucionar en els diferents clubs i en altres festes de Melbourne adoptant moviments de ball ja establerts com els "Slides" (esllavissades), "Hand movements" (moviments de les mans), "Hat tricks" (manipulacions de gorra), "Spins" (girs) i "Running on the spot" (córrer sense desplaçar-se).
La vestimenta apropiada per ballar aquest és: un pantalo de "paracaigudes" amb llums variades i fosforecentes i caputxes fluixes. (no són obligatories)

### Cutting shapes
El cutting shapes, és una altra variació del "shuffledance" i es va originar a Anglaterra, per això també se'l coneix com a "London shuffle". A part dels passos principals del shuffledance (com el "running man" o el "charlestone"), el cutting shapes afageix variacions d'aquests passos, aquestes variacions poden ser passos en "v", passos en "x" o passos en punta. A part, en el cutting shapes els passos s'efectuen amb una major tranquil·litat i fluïdesa que en el shuffledance. El pas principal d'aquesta variació és el charlestone. La música que més s'utilitza per ballar cutting shapes és el "Deep house" o el "Future house".

### Konijnedans
El konijnedans ve de "dansa del conill", aquest estil es va iniciar als Països Baixos i és similar al "shuffledance" dels anys 80. Aquest estil es balla de manera més tranquil·la i fluida que el cutting shapes. Es diu konijnedans (dansa del conill) per l'ús constant de salts. El pas principal d'aquesta variació és una espècia de running man, però no arrossegant-se, sinó fent petits salts. La música que més s'utilitza per ballar konijnedans és el "Progressive house"